# Gare de Yoshino (Nara)
Ne doit pas être confondu avec la gare de Yoshino située à Ōmuta
La gare de Yoshino (吉野駅, Yoshino-eki) est une gare ferroviaire terminus située à Yoshino, dans la préfecture de Nara au Japon. Elle est exploitée par la compagnie Kintetsu.

## Situation ferroviaire
La gare marque la fin de la ligne Kintetsu Yoshino.

## Historique
La gare est inaugurée le 25 mars 1928.

## Service des voyageurs

### Accueil
La gare dispose d'un bâtiment voyageurs ouvert tous les jours, avec des guichets et des automates pour l'achat de titres de transport.

### Dispositions des quais
- Ligne Kintetsu Yoshino :
  - voies 1 à 4 : direction Kashiharajingu-mae, Furuichi et Osaka-Abenobashi

### Intermodalité
Le téléphérique de Yoshino est situé à proximité.